# خیابان نبرد
خیابان نبرد یکی از خیابان‌ های  تهران واقع در ناحیه شرق-جنوب شرق این شهر است، که به وسیله اتوبان شهید محلاتی به دو بخش نبرد شمالی و جنوبی تقسیم می‌شود. نبرد شمالی(حد فاصل بزرگراه شهید محلاتی تا خیابان پیروزی) و بخشی از نبرد جنوبی(حد فاصل بزرگراه شهید محلاتی تا بلوار شهید ده حقی) در منطقه ۱۴ قرار گرفته و مابقی آن(حد فاصل بلوار شهید ده حقی تا خیابان خاوران) در منطقه ۱۵ می‌باشد . این خیابان از شمال به خیابان پیروزی ، چهارراه کوکاکولا و محور منتهی الیه شرق تهران و از جنوب به ترمینال خاوران و خیابان خاوران می‌رسد. دسترسی به بخش شمالی این خیابان به وسیله ایستگاه متروی نبرد واقع در خط ۴ میسر می شود.
دانشگاه آزاد اسلامی واحد تهران جنوب نیز در تقاطع خیابان نبرد جنوبی و بلوار شهید ده حقی (آهنگ) قرار دارد.
این خیابان از تقاطع بازار گل می‌گذرد
از دیگر مکان‌های قابل توجه خیابان نبرد می‌توان به باغ گل - آتش نشانی- دادگاه خانواده - پردیس تئاتر تهران - شهرداری منطقه ۱۴ - باغ وثوق الدوله - باغ اناری (بوستان سهند) و مسجد شهید بهشتی (واقع در میدان نبرد) اشاره کرد.

## تاریخچه
این خیابان با تأسیس کارخانه کوکاکولا در تقاطع با خیابان پیروزی با نام پیشین (فرح آباد) رونق گرفت و با حضور کارخانه فیلکو و محله صددستگاه پر جمعیت شد. 